# Antonia Nava de Catalán
Antonia Nava de Catalán (Tixtla, 18 de noviembre de 1779 - Chilpancingo, 19 de marzo de 1843) conocida como La generala, fue una mujer militar mexicana, heroína de la independencia de México.
Antonia participó desde el comienzo hasta el final de la lucha por la independencia. Es reconocida por su participación en el campo de batalla junto a su esposo el insurgente Nicolás Catalán, y junto a José María Morelos y Nicolas Bravo.

## Biografía
Los padres de Antonia fueron Nicolás Nava y María Celestina. Nació en la aldea Tepecoacuilco (a unos 16 km al sureste de la villa de Iguala). Antonia Nava Celestina se casó con Nicolás Catalán Catalán, oriundo de la villa de Chilpancingo (a 15 km al oeste de Tixtla), quien vivía en Tixtla con sus padres (Nicolás Catalán y Nicolasa Catalán), que también vivieron poco tiempo en Chilpancingo.
Durante su matrimonio, el esposo de Antonia se peleó con su padre, por lo que se mudaron con su madre y sus hermanas a la remota aldea de Jaleaca (a unos 120 km al oeste de Chilpancingo), donde se establecieron por un periodo considerable. Nicolás y Antonia tuvieron ocho hijos (cinco varones y tres mujeres).
Nicolás fue designado comandante del estado de Guerrero. Finalmente, su familia vivió en la villa de Chilpancingo (capital del estado de Guerrero). Nicolás Catalán falleció el 17 de febrero de 1838, y Antonia Nava de Catalán falleció el 19 de marzo de 1843 a los 63 años.

### Inicio de la guerra de Independencia Mexicana
La familia vivía en Jaleaca cuando estalló la guerra en septiembre de 1810.Al tener la noticia del inicio de la Guerra de Independencia, a fines de 1810 el matrimonio Catalán, ambos de 30 años de edad, se pusieron en camino hasta encontrar al general Morelos en el cerro de El Veladero, quien les dio seguridad sobre cuáles serían los resultados de la guerra.
Por su apoyo a Nicolás Bravo en Jaleaca y a su propio esposo en el campo de batalla, Antonia fue conocida por los soldados como «La Generala», siendo un ejemplo de resistencia y coraje para el ejército. 
José María Morelos instaló el 13 de septiembre de 1813 el Primer Congreso de Anáhuac.
Para celebrar este acontecimiento, Antonia Nava y María de Jesús de Nava prepararon la comida para los revolucionarios y para el pueblo. Después de terminada su obra legislativa, Morelos salió hacia la villa de Valladolid (actual Morelos) y encargó a Víctor y a Miguel Bravo la custodia del Congreso en Tlacotepec (en el actual estado de Guerrero). Estos personajes formaban parte de la escolta de Nicolás Catalán y Antonia Nava; fueron alcanzados por el ejército español de Gabriel de Armijo, quienes los seguían de cerca y el 21 de enero de 1814 trabaron combate en Paso de Mezcala. Los españoles vencieron a los insurgentes; sin embargo, el Congreso logró avanzar y escapar.
Por la noche, levantaron el campo que les había sido adverso y encontraron a Manuel Catalán, uno de los hijos de doña Antonia Nava, quien había hallado la muerte.
En febrero de 1817 el ejército del general Nicolás Bravo y su lugarteniente, don Nicolás Catalán, se vieron obligados a fortificarse en el Cerro del Campo, lugar de difícil acceso y seguro para la defensa, situado en lo más intrincado de la Sierra Madre del Sur y a la vista de Jaleaca.
Posicionados en ese punto, donde se hicieron fuertes, los sitió el realista Gabriel de Armijo. Resistieron un sitio de 50 días, que los dejó desmoralizados y diezmados.
El hambre era insoportable; débiles y sin ninguna esperanza, tenían que pelear diariamente; se habían comido cuanto animal se encontraba en el lugar; era imposible resistir más.  
Ante este escenario, Nicolás Bravo decidió que se matara a un soldado por cada diez para que los demás tuvieran comida para sobrevivir.Antes de que Nicolás Catalán ejecutara la orden, un contingente de mujeres encabezadas por Antonia Nava, su cuñada María Catalán Catalán (Tixtla, 1782 o 1783)
y Catalina González de Bautista (esposa del sargento Nicolás Bautista), se dirigieron ante Nicolás Bravo pues consideraron injusto que fueran los soldados los que se sacrificaran por la supervivencia del batallón, y sin titubear decidieron que en lugar de los soldados, ellas debían ser sacrificadas.

En un pueblecillo perdido en las escabrosidades de la Sierra de Xaliaca o Tlacotepec, en el Sur, el general don Nicolás Bravo sufría tremendo sitio de los realistas. Estaban a sus órdenes don Nicolás Catalán (esposo de Antonia Nava) y un puñado de valientes; pero la situación era tan crítica, que hacía algunos días que las provisiones se habían agotado y el desaliento había invadido a los insurgentes, algunos de los cuales veían la capitulación como halagüeña esperanza. El general Bravo hizo un esfuerzo supremo. Sacrificando sus sentimientos humanitarios que siempre lo distinguieron, mandó diezmar a sus soldados para que comiesen los demás. La orden iba a cumplirse cuando doña Antonia Nava y doña Catalina González, seguidas de un grupo de numerosas mujeres, se presentaron al general y con varonil actitud le dijo la primera:

«Venimos porque hemos hallado la manera de ser útiles a nuestra Patria. ¡No podemos pelear, pero podemos servir de alimento! He aquí nuestros cuerpos que pueden repartirse como ración a los soldados».

Y dando ejemplo de abnegación sacó del cinto un puñal y se lo llevó al pecho: cien brazos se lo arrancaron, al mismo tiempo que un alarido de entusiasmo aplaudía aquel rasgo sublime. El desaliento huyó como los fantasmas con la luz de la mañana. Las mujeres se armaron de machetes y garrotes y salieron a pelear contra el enemigo.
Luis González Obregón (1900)

Aunque el sacrificio no se llevó a cabo, la intención sirvió para elevar la moral del ejército.Antonia motivó a la tropa que intentaran romper el cerco. Diciendo que mejor morir peleando que aceptar el sacrificio de soldados: «Son las 11:00 de la noche, los enemigos están durmiendo; tomemos las armas y juntos rompamos el sitio».Los soldados salieron y rompieron el sitio en la noche del 14 de marzo de 1817, el batallón fue acompañado por mujeres.
En noviembre de 1818, Vicente Guerrero puso a Nicolás Catalán y a Pedro Ascencio al mando de la toma de Coyuca en Guerrero. Durante la toma participó Nicolás Catalán el hijo de Antonia como sargento primero  quien murió en combate. Con la muerte de su hijo, Antonia Nava fue llevada por la tropa ante José María Morelos. Aunque el general Nicolás Bravo quiso consolarla, Nava se negó y dijo que no estaba ahí para llorar, sino para entregar a sus hijos como soldados. En honor a ese joven, el pueblo actualmente se llama Coyuca de Catalán.

## Consumación de la independencia
Antonia Nava y dos de sus hijos estuvieron presentes en la firma del Plan de Iguala el 24 de febrero de 1821. Más tarde, el 27 de septiembre de 1821 participó montada a caballo en la entrada del Ejército Trigarante en la Ciudad de México, junto a sus cuñadas Dolores Catalány María Catalán, y sus hijos .

## Legado
Después de la Guerra de Independencia, las mujeres fueron reconocidas como figuras  indispensables y continuaron participando en las batallas posteriores, donde destacaron como las soldaderas durante la Revolución Mexicana. A pesar de su valentía y resistencia, muchos generales hombres consideraban que las mujeres no debían participar en el campo de batalla, por la creencia de que serían más útiles para cocinar y brindar atención médica a sus soldados heridos.
Las mujeres ayudaron a mantener vivos y sanos a muchos de los soldados. Aun así, las mujeres participaron como soldadas, comandantas y generalas en múltiples batallas. 

Antonia Nava de Catalán, junto con otras mujeres involucradas en la guerra, lograron figurar como heroínas, lo cual alentó a otras mujeres a unirse a la guerra y dar valor a otros soldados a lo largo de los años incluso durante la Revolución Mexicana.Antonia persiste al olvido y la poca información de ella. Su nombre está inscrito con letras de oro en el Palacio Legislativo de San Lázaro, sede del Congreso de la Unión de México.
No existen muchos documentos históricos que refieran a ella, es más bien una heroína que resiste en el olvido histórico. Resiste porque, aunque no es un nombre socializado a la par que Leona Vicario, Josefa Ortiz, la Güera Rodríguez o Gertrudis Bocanegra.